# Josep Meseguer i Costa
Josep Meseguer i Costa (Vallibona, 9 de novembre de 1843 - Granada, 9 de desembre de 1920) va ser un religiós valencià, bisbe de Lleida i arquebisbe de Granada.
Estudià Teologia i Dret Canònic a València. Des de 1867 fou prevere i el 1889 fou nomenat Bisbe de Lleida, càrrec que desenvoluparia fins al 1905.
Durant el seu bisbat es construí el Seminari de Lleida (actual rectorat de la UdL) i recuperà les esglésies de Sant Pere i Sant Martí. També treballà per aconseguir la construcció del Canal d'Aragó i Catalunya.
Meseguer fou l'impulsor del Museu Diocesà de Lleida, que ell mateix nodrí amb peces provinents de parròquies d'arreu de la Diòcesi que corrien el risc de ser destruïdes o espoliades.
L'any 1905 es trasllada a Granada per ser nomenat arquebisbe. Morí en aquesta mateixa ciutat l'any 1920.